# Debulhador-ruivo
O debulhador-ruivo (Toxostoma rufum) é uma ave da família Mimidae. O debulhador-ruivo é abundante no leste e centro dos Estados Unidos e no sul e centro do Canadá, e é o único debulhador que vive principalmente a leste das Montanhas Rochosas e no centro do Texas. É o pássaro do estado da Geórgia.
Como membro do gênero Toxostoma [en], a ave é de tamanho relativamente grande entre os outros debulhadores. Tem a parte superior marrom e a parte inferior branca com listras escuras. Por isso, muitas vezes é confundido com o tordo-dos-bosques (Hylocichla mustelina), que é menor, entre outras espécies. O debulhador-ruivo é conhecido por ter mais de 1.000 tipos de canto e o maior repertório de canto entre as aves. No entanto, cada nota é geralmente repetida em duas ou três frases.
O debulhador-ruivo é onívoro e sua dieta varia de insetos a frutas e nozes. As áreas comuns de nidificação são arbustos, árvores pequenas ou, às vezes, no nível do solo. Os debulhadores-ruivos são geralmente discretos, mas são aves territoriais, especialmente quando defendem seus ninhos, e atacam espécies tão grandes quanto os seres humanos.

## Taxonomia e nomenclatura
O debulhador-ruivo foi originalmente descrito por Lineu em sua histórica 10ª edição do Systema Naturae (1758) como Turdus rufus. O nome do gênero Toxostoma vem do grego antigo toxon, “arco” ou “arcada” e stoma, “boca”. O termo específico rufum significa “vermelho” em latim, mas abrange uma gama mais ampla de tons.
Embora não pertença à família dos tordos, esse pássaro às vezes é erroneamente chamado de tordo-marrom. O equívoco do nome pode ser devido ao fato de se acreditar que a palavra thrasher deriva da palavra thrush. O naturalista Mark Catesby o chamou de tordo-cor-de-raposa.
Estudos genéticos descobriram que o debulhador-ruivo tem parentesco mais próximo com os  debulhadores-de-bico-comprido e  debulhadores-de-cozumel (T. longirostre e T. guttatum), dentro do gênero Toxostoma.

## Descrição

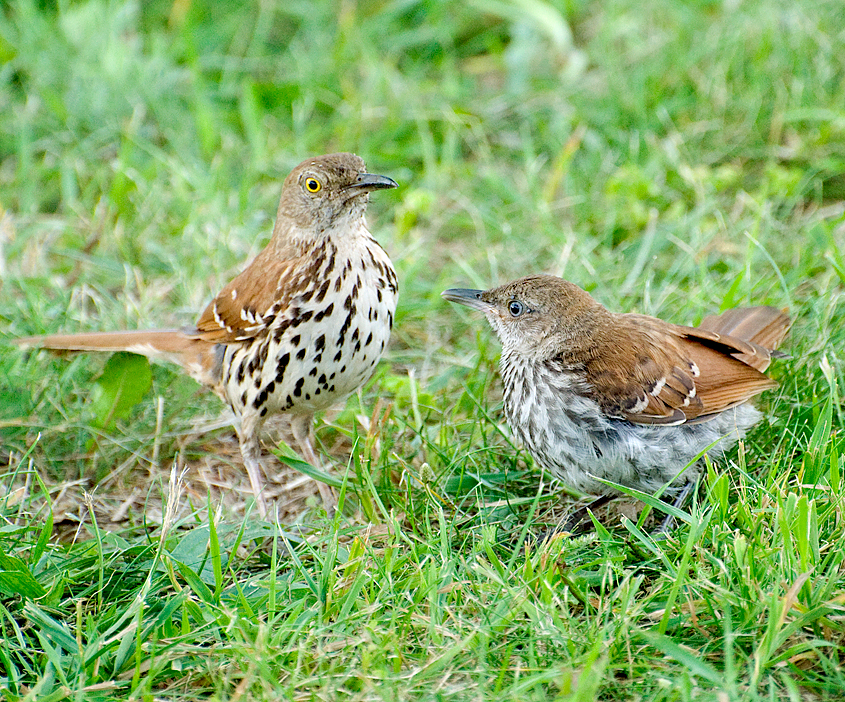
Adulto com filhote na Virgínia, EUA

O debulhador-ruivo é marrom-avermelhado brilhante na parte superior, com estrias finas e escuras na parte inferior das partes claras. Tem um peito de cor esbranquiçada com marcas distintas no peito. Sua cauda longa e avermelhada é arredondada com cantos mais claros e os olhos são de um amarelo brilhante. Seu bico é marrom, longo e curvado para baixo. Tanto os machos quanto as fêmeas têm aparência semelhante. A aparência juvenil do debulhador-ruivo em relação ao adulto não é notavelmente diferente, exceto pela textura da plumagem, marcações indiscretas na parte superior e íris de cor oliva.
O debulhador-ruivo é um passeriforme razoavelmente grande, embora, em geral, tenha um tamanho moderado para um debulhador, sendo nitidamente maior do que o debulhador-das-artemísias [en] (Oreoscoptes montanus), mas semelhante ou um pouco menor do que a espécie Toxostoma, mais marrom, encontrada mais a oeste. Os adultos medem cerca de 23,5 a 30,5 cm de comprimento, com envergadura de 29 a 33 cm, e pesam de 61 a 89 g, com uma média de 68 g. Entre as medidas padrão, a corda máxima é de 9,5 a 11,5 cm, a cauda é de 10,9 a 14,1 cm, o cúlmen é de 2,2 a 2,9 cm e o tarso é de 3,2 a 3,6 cm. Há duas subespécies: o T. rufum rufum, que vive na metade oriental do Canadá e dos Estados Unidos, e o T. rufum longicauda (Baird, 1858), que vive na região central dos Estados Unidos, a leste das Montanhas Rochosas e no centro-sul do Canadá. O T. rufum longicauda se distingue por uma parte superior mais cor de canela, faixas das asas mais brancas e manchas mais escuras no peito do que o T. rufum rufum.
A vida útil do debulhador-ruivo varia de ano para ano, já que a taxa de sobrevivência no primeiro ano é de 35%, 50% entre o segundo e o terceiro ano e 75% entre o terceiro e o quarto ano. Doenças e exposição ao clima frio estão entre os fatores que contribuem para os limites da vida útil. No entanto, o debulhador de vida mais longa na natureza é de 12 anos, e relativamente o mesmo para os de cativeiro.

### Espécies semelhantes
O debulhador-de-bico-comprido, de aparência semelhante, tem uma área de distribuição significativamente menor. Ele tem cabeça e pescoço cinza e bico mais longo do que o debulhador-ruivo. A aparência do debulhador-ruivo também é muito semelhante à do tordo-dos-bosques, o pássaro com o qual ele é geralmente confundido. No entanto, o tordo-dos-bosques tem manchas escuras arredondadas nas partes inferiores, em vez das listras alongadas do debulhador-ruivo, tem olhos escuros, cauda mais curta, bico mais curto e reto (com a cabeça geralmente mais típica de um tordo) e é uma ave menor.

## Distribuição e habitat

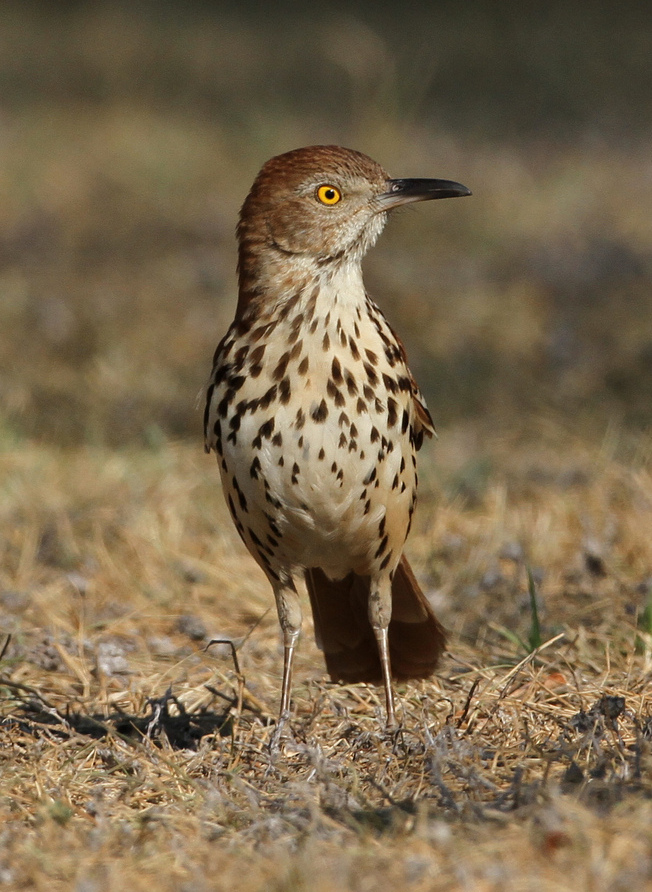
No Texas, EUA

O debulhador-ruivo vive em vários habitats. Prefere viver em bordas de florestas, matagais e arbustos densos, muitas vezes procurando alimento em folhas secas no chão. Também pode habitar áreas agrícolas e áreas suburbanas próximas, mas é menos provável que viva perto de moradias do que outras espécies de aves. O debulhador-ruivo frequentemente disputa o habitat e os possíveis locais de nidificação com outras aves, o que geralmente é iniciado pelos machos.
O debulhador-ruivo é um migrante forte, mas parcial, já que a ave é residente durante todo o ano na parte sul (Deep South) de sua área de distribuição. A área de reprodução inclui os Estados Unidos e o Canadá a leste das Montanhas Rochosas, mas ocasionalmente foi avistado a oeste das Montanhas Rochosas. O aumento de árvores nas Grandes Planícies durante o século passado devido à supressão de incêndios e ao plantio de árvores facilitou a expansão da área de distribuição do debulhador-ruivo para o oeste, bem como a expansão da área de distribuição de muitas outras espécies de aves. Estudos indicam que os debulhadores que residem na região da Nova Inglaterra durante a estação reprodutiva voam em direção às Carolinas e à Geórgia, os pássaros localizados no leste do Mississippi passam o inverno do Arkansas à Geórgia, e os pássaros localizados nas Dakotas e nas pradarias canadenses centrais vão em direção ao leste do Texas e à Louisiana. Quando a espécie migra, geralmente é para distâncias curtas e durante a noite. Também há registros de aves invernando no México, bem como um registro na Grã-Bretanha de um transatlântico errante.

## Comportamento

Ilustração de John James Audubon.

O debulhador-ruivo foi observado sozinho ou em pares. O debulhador-ruivo geralmente é um pássaro esquivo e mantém sua evasão com voos baixos. Quando se sente incomodado, geralmente se esconde em moitas e emite chamados cacarejantes. Os debulhadores passam a maior parte do tempo no nível do solo ou próximo a ele. Quando vistos, geralmente são os machos que estão cantando em galhos sem adornos. O debulhador-ruivo é conhecido por ter um comportamento agressivo e é um defensor ferrenho de seu ninho. No entanto, o nome não vem do fato de atacar ameaças percebidas, mas acredita-se que tenha surgido do som de batida que o pássaro faz ao cavar os detritos do solo. Acredita-se também que o nome venha do som de batida que é feito enquanto ele está esmagando grandes insetos para matar e eventualmente comer.

### Alimentação
Essa ave é onívora, com uma dieta que inclui insetos, frutos silvestres, nozes e sementes, bem como minhocas, caracóis e, às vezes, lagartos e sapos. Em todas as estações e em sua área de reprodução, verificou-se que 63% do conteúdo estomacal era composto de matéria animal, sendo os 37% restantes de material vegetal. Durante a estação de reprodução, a dieta consiste principalmente de besouros, gafanhotos e outros artrópodes, além de frutas, nozes e sementes. Mais de 80% da dieta do debulhador-ruivo de Illinois é feita de matéria animal, sendo cerca de 50% de besouros. Em Iowa, cerca de 20% da dieta de verão consistia de gafanhotos. No final do verão, ele começa a mudar para uma dieta mais herbívora, concentrando-se em frutas, nozes, sementes e grãos, sendo que 60% da alimentação em Illinois é de frutas e sementes. No inverno, a dieta habitual do debulhador-ruivo é de frutas e bolotas. Foi constatado que os pássaros invernantes no Texas comiam 58% de material vegetal (principalmente  Celtis laevigata e hera venenosa) e 42% de material animal em outubro; em março, no período seco, quando o suprimento de alimentos geralmente é menor, 80% dos alimentos eram animais e apenas 20% eram plantas. Os vertebrados são consumidos apenas ocasionalmente e geralmente são compostos por pequenos répteis e anfíbios, como lagartos, cobras pequenas ou jovens, sapos e salamandras.
O debulhador-ruivo utiliza sua visão ao procurar comida. Normalmente, ele procura alimento sob folhas, arbustos e detritos do solo no chão usando o bico. Em seguida, ele analisa o chão em movimentos laterais e investiga a área em que se alimentou recentemente. O debulhador-ruivo procura alimento de forma semelhante ao debulhador-de-bico-comprido e ao debulhador-de-bico-curto (T. longirostre e T. bendirei), colhendo alimentos do chão e sob a serrapilheira, enquanto que os debulhadores com bicos bem curvados são mais propensos a cavar o solo para obter alimentos. O sucesso de forrageamento é 25% maior na serrapilheira seca em comparação com a serrapilheira úmida. O debulhador-ruivo também pode martelar nozes, como bolotas, para remover a casca. Ele também é conhecido por sua flexibilidade na captura de insetos rápidos, pois a quantidade de vértebras em seu pescoço excede a de girafas e camelos. Em um caso, observou-se que um debulhador-ruivo cavou um buraco com cerca de 1,5 cm de profundidade, colocou uma bolota nele e bateu na bolota até que ela rachasse, o que é considerado uma forma de uso de ferramenta. Em um experimento de laboratório, descobriu-se que um debulhador-ruivo era capaz de discernir e rejeitar o Notophthalmus viridescens e um mímico palatável dessa espécie, a  salamandra-vermelha (Pseudotriton ruber), mas continuou a comer salamandras Desmognathus.

### Reprodução

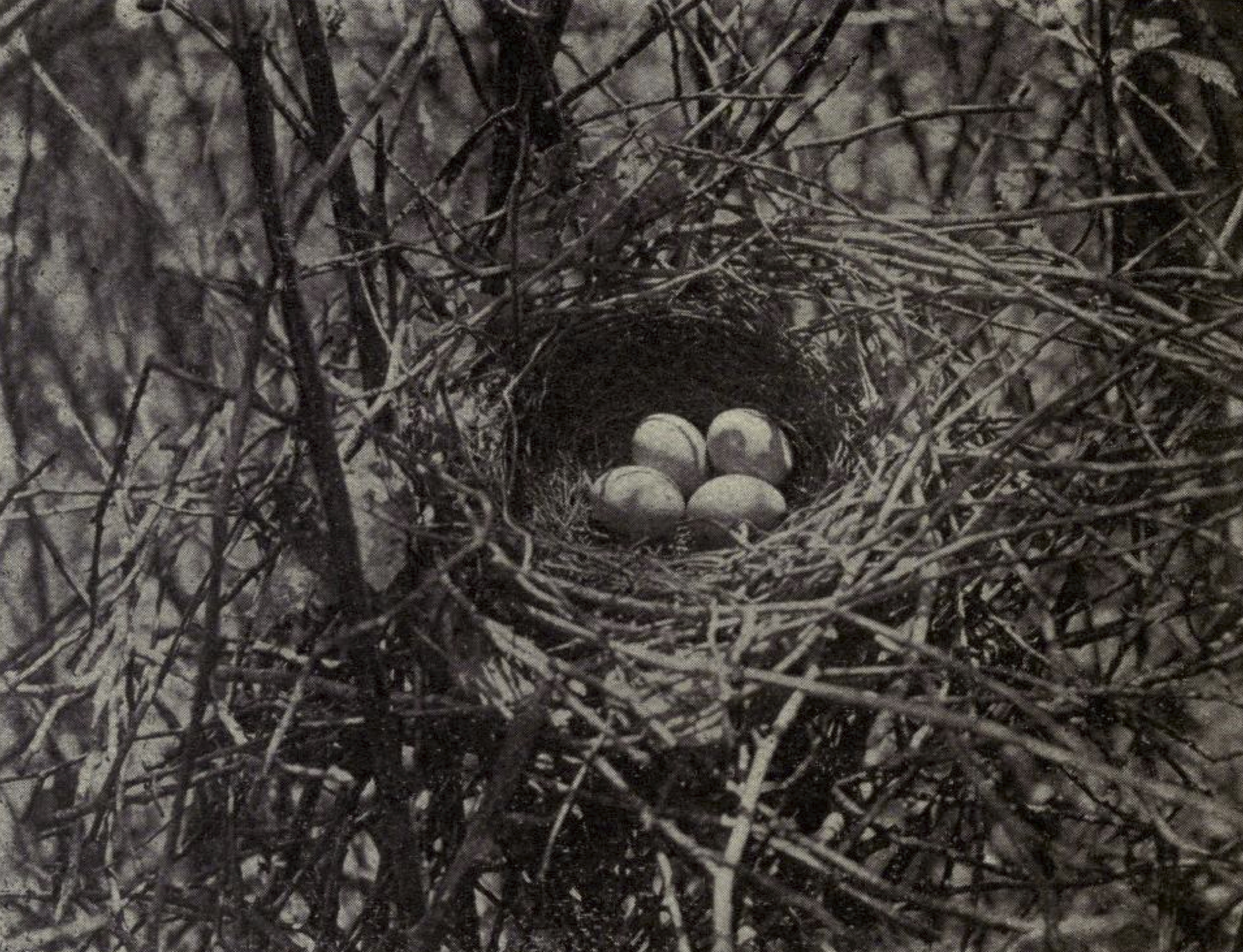
Ninho e ovos

Os debulhadores-ruivos são aves tipicamente monogâmicas, mas a troca de parceiros ocorre, às vezes durante a mesma estação. A estação de reprodução varia de acordo com a região. No sudeste dos Estados Unidos, os meses de reprodução começam em fevereiro e março, enquanto que em maio e junho a reprodução começa na parte norte de sua área de reprodução. Quando os machos entram nas áreas de reprodução, seu território pode variar de 2 a 10 acres. Nessa época do ano, os machos geralmente estão mais ativos, cantando alto para atrair possíveis parceiras, e são encontrados em cima de poleiros. O ritual de cortejamento envolve a troca de provável material de nidificação. Os machos cantam mais suavemente quando avistam uma fêmea, e isso faz com que a fêmea pegue um galho ou folha e o apresente ao macho, com asas batendo e sons de chilreio. Os machos também podem oferecer um presente em resposta e se aproximar da fêmea. Ambos os sexos participam da construção do ninho quando os parceiros se encontram e acasalam depois que o ninho é concluído.
A fêmea põe de 3 a 5 ovos, que geralmente apresentam uma coloração azulada ou esverdeada com manchas marrom-avermelhadas. Há raras ocorrências de ausência de manchas nos ovos. O ninho é construído com galhos, forrado com grama, folhas e outras formas de vegetação morta. Os ninhos são normalmente construídos em um arbusto denso ou em uma árvore baixa, geralmente com até 2,1 m de altura, mas já foram construídos ninhos de até 6 m. Ocasionalmente, eles também constroem ninhos no chão. Entre onze dias e duas semanas, os ovos eclodem. Ambos os pais incubam e alimentam os filhotes, sendo que a fêmea faz a maior parte da incubação. Nove a treze dias após a eclosão, os filhotes começam a voar. Essas aves criam duas, às vezes até três, ninhadas em um ano. O macho canta uma série de frases melodiosas curtas e repetidas de um poleiro aberto para declarar seu território, e também é muito agressivo na defesa do ninho, conhecido por atacar pessoas e animais.

### Desenvolvimento vocal

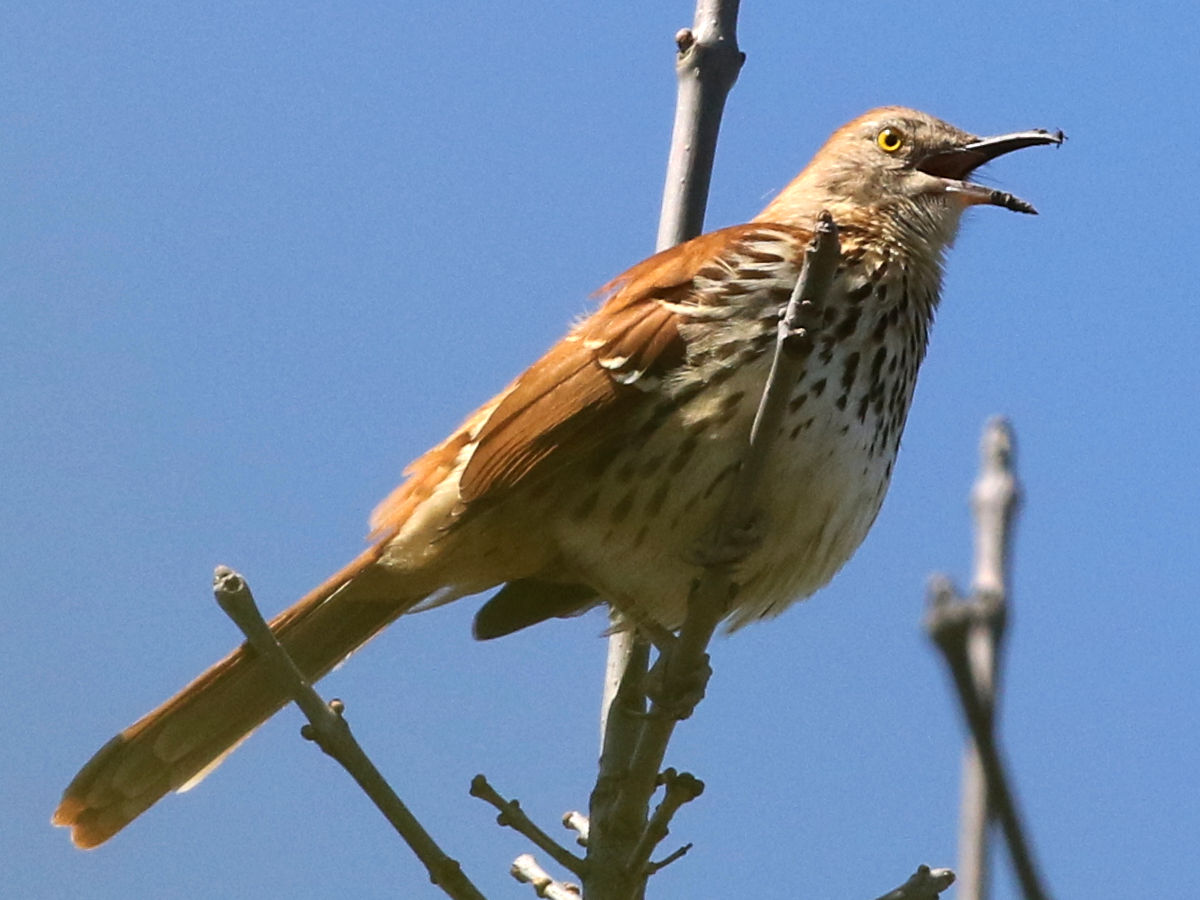
Debulhador-ruivo cantando em Illinois.

O macho do debulhador-ruivo pode ter o maior repertório de canto de qualquer ave da América do Norte, que foi documentado como tendo pelo menos mais de 1.100 cantos. Algumas fontes afirmam que cada indivíduo tem até 3.000 frases de canto, enquanto outras colocam o número acima de 3.000. A voz dos machos geralmente tem um tom mais melódico do que a do  pássaro-gato-cinzento. Seu canto é composto por frases coerentes que são repetidas no máximo três vezes, mas isso já foi feito por minutos seguidos. No outono, o macho canta com subcantos mais suaves. Durante o inverno, os machos também podem cantar em trechos curtos durante altercações com machos vizinhos.
Na juventude das aves, os sons de alarme são os sons emitidos. Quando adulto, o debulhador-ruivo tem uma série de sons que emitirá em várias situações. Tanto os machos quanto as fêmeas emitem sons de alarme do tipo smack e teeooo quando provocados, e sons hijjj ao anoitecer e ao amanhecer. Outros sons podem consistir em um chakk agudo e repentino, rrrrr, um som Tcheh no início que termina com um eeeur, kakaka e sons que lembram uma vara raspando uma calçada de concreto. Os debulhadores-ruivos são conhecidos por seu mimetismo (como membro da família Mimidae), mas não são tão diversificados nessa categoria quanto seu parente, o tordo-imitador. No entanto, durante a época de reprodução, a capacidade de imitação do macho está em sua melhor forma de exibição, imitando sons de  chapins-de-penacho-cinzento (Baeolophus bicolor), cardeais-nortenhos (Cardinalis cardinalis), tordos-dos-bosques (Hylocichla mustelina),  pica-paus-mosqueados (Colaptes auratus), entre outras espécies.

## Predação e ameaças
Embora essa ave seja muito difundida e ainda comum, seu número diminuiu em algumas áreas devido à perda de habitat adequado. Apesar da diminuição, a taxa não justifica o status de espécie vulnerável. Um dos incômodos naturais é o parasita chupim-mulato (Molothrus ater), mas esses incidentes são raros. Sempre que essas situações ocorrem, os debulhadores-ruivos geralmente descartam os ovos dos chupins-mulatos. Ocasionalmente, os debulhadores-ruivos jogam fora seus próprios ovos em vez dos ovos dos chupins-mulatos devido ao tamanho semelhante dos ovos, e pelo menos um evento registrado criou um filhote. Os cardeais-nortenhos e os pássaros-gato-cinzentos também são os principais concorrentes dos debulhadores-ruivos em termos de ganho territorial. Devido à aparente falta de comportamento oportunista em torno de espécies como essas, os debulhadores-ruivos estão propensos a serem expulsos de zonas de competição por território. Os debulhadores-ruivos tendem a ter ninhadas duplas ou a falhar em suas primeiras tentativas de nidificação devido à predação. Pássaros-gato-cinzentos foram vistos invadindo ninhos de debulhadores-ruivos e quebrando seus ovos. Além do pássaro-gato-cinzento, cobras, aves de rapina e gatos estão entre os principais predadores do debulhador-ruivo. No Kansas, pelo menos oito espécies de cobras foram identificadas como fontes potencialmente sérias de falhas nos ninhos. Entre os predadores aviários identificados estão o gavião-galinha (Accipiter cooperii), açor-nortenho (Accipiter gentilis), gavião-de-asa-larga (Buteo platypterus), esmerilhão (Falco columbarius), falcão-peregrino (Falco peregrinus), corujinha-do-leste [en] (Megascops asio), corujão-orelhudo (Bubo virginianus), coruja-barrada (Strix varia) e coruja-pequena (Asio otus).
Os métodos de defesa do debulhador-ruivo incluem o uso do bico, que pode causar danos significativos a espécies menores do que ele, além do bater de asas e expressões vocais.

## Pássaro do estado
O debulhador-ruivo é o pássaro do estado da Geórgia. O debulhador-ruivo também foi a inspiração para o nome do antigo time da Liga Nacional de Hóquei de Gelo de Atlanta, o Atlanta Thrashers, que se mudou em 2011 para se tornar o atual Winnipeg Jets (o Winnipeg Jets original se mudou para Phoenix em 1996 para se tornar o Arizona Coyotes).